# Bruno Pittermann
Bruno Pittermann, född 3 september 1905 i Wien och död 19 september 1983 i Wien, var en österrikisk socialdemokratisk politiker. Han var ordförande i det socialdemokratiska partiet 1957-1967 och vicekansler i Österrike 1957-1966. Han var också 1964-1976 president i socialistinternationalen.